# 1868 en Ontario
Chronologie de l'Ontario
- 1864
- 1865
- 1866
- 1867
- 1868
- 1869
- 1870
- 1871
- 1872

Cette page concerne des événements d'actualité qui se sont produits durant l'année 1868 dans la province canadienne de l'Ontario.

## Politique
- Premier ministre: John Sandfield Macdonald (Parti libéral-conservateur)
- Lieutenant-gouverneur: Henry William Stisted (en) puis William Pearce Howland
- Législature: 1re

## Événements

### Mars
- 4 mars : Création du Collège royal des chirurgiens dentistes de l'Ontario (en)

### Avril
- 7 avril : Un fenian irlandais, Patrick J. Whelan est arrêté. Il est accusé d'avoir assassiné le député fédéral de Montréal-Ouest et partisan de la confédération, Thomas D'Arcy McGee, à Ottawa. McGee devient le premier député canadien à mourir en fonction et le premier politicien du pays à se faire assassiner.
- 13 avril : le libéral Thomas Rodman Merritt est élu député fédéral de Lincoln à la suite de la démission du libéral-conservateur James Rea Benson.

### Mai
- 26 mai : les Armoiries de l'Ontario sont octroyées.

### Juillet
- 15 juillet : William Pearce Howland succède à Henry William Stisted (en) au poste du lieutenant-gouverneur de la province.

### Août
- 14 août : le libéral Amos Wright est élu député fédéral de York-Ouest à la suite de la nomination du lieutenant-gouverneur de l'Ontario du libéral-conservateur William Pearce Howland.

### Septembre
- 18 septembre : le député conservateur provincial de Frontenac Henry Smith (en) meurt à l'âge de 56 ans à Kingston.

### Octobre
- 24 octobre : le député libéral fédéral de Wellington-Centre Thomas Sutherland Parker (en) meurt à l'âge de 39 ans à la suite d'une chute accidentelle par un pont après une visite à un enfant malade près de Rockwood.

### Novembre
- 19 novembre : le conservateur Delino Dexter Calvin (en) est élu député provincial de Frontenac à la suite de la mort du même parti Henry Smith (en).

### Décembre
- 30 décembre : le député conservateur provincial de Lanark-Sud William McNairn Shaw (en) meurt à l'âge de 46 ans à Perth.

## Naissances
- 14 mars : Emily Murphy, écrivaine et première femme juge municipale de l'empire britannique († 27 octobre 1933).
- 8 juillet : Henry Cockshutt (en), 13e lieutenant-gouverneur de l'Ontario († 26 novembre 1944).
- 9 juillet : William Alves Boys, barrister et député fédéral de Simcoe-Sud (1912-1925) et Simcoe-Nord († 20 février 1938).
- 26 août : Charles Stewart, premier ministre de l'Alberta († 6 décembre 1946).
- 22 septembre : Louise McKinney, militante et première femme députée à l'Assemblée législative de l'Alberta et au Canada de Claresholm (1917-1921) († 10 juillet 1931).
- 28 septembre : Herbert Alexander Bruce (en), 15e lieutenant-gouverneur de l'Ontario († 23 juin 1963).
- 9 novembre : Marie Dressler, actrice († 28 juillet 1934).
- 11 décembre : William Arthur Parks, géologue et un paléontologue († 3 octobre 1936).

## Décès
- 25 janvier : Alexander Roberts Dunn (en), premier canadien distinction de la Croix de Victoria (°15 septembre 1833).
- 28 janvier : Edmund Walker Head, gouverneur général de la Province du Canada et lieutenant-gouverneur de l'Ontario et du Nouveau-Brunswick (°16 février 1805).
- 7 avril - Thomas D'Arcy McGee député fédéral de Montréal-Ouest (1867-1868) et premier politicien à se faire assassine (°13 avril 1825).
- 18 septembre : Henry Smith (en), député provincial de Frontenac (1867-1868) (°23 avril 1812).
- 17 octobre : Laura Secord, héroïne de la Guerre de 1812. (° 13 septembre 1775).
- 24 octobre : Thomas Sutherland Parker (en), député fédéral de Wellington-Centre (1867-1868) (° 3 avril 1829).
- 30 décembre : William McNairn Shaw (en), député provincial de Lanark-Sud (1867-1868) (°1822).